# UPIC
UPIC（ユーピック）は、作曲家ヤニス・クセナキスにより1970年代にフランスの電子音響研究施設のひとつCEMAMu（スマミュ、現在の名称はCCMIX）内に作られた、電子音響作成専用のコンピュータである。
ペンタブレットを用いて線形を入力すると、縦軸を音高、横軸を時間と見做し、その線形が音響に変化する。線の種類を変えれば音色も変化する。描かれたグラフに対しての回転や反転などの編集機能も充実している。複雑な紋様を描いて自在に作曲に応用できるほか、図形が音響になるという長所を生かして音響学の実験に用いることもできる。1978年時点でこれだけの能力を持つ作曲用コンピュータを開発したという意味で、UPICの果たした役割は大きい。
クセナキス本人はもちろん、多くの作曲家がこのUPICを用いて作曲に生かし、多数の作品を生んだ。日本の作曲家では湯浅譲二、高橋悠治、島津武仁などが挙げられる。またクセナキス本人が「子供の落書きでも作曲できる」と語ったように、多くのフランスの小学生が社会科見学に訪れUPICを体験使用している。
現在CCMIX（CEMAMuの現在の名称）では研修コースを開いて若い作曲家にUPICを研修させているほか、UPIC自体のヴァージョンアップも開発されている。というのも現在の市販コンピュータの処理能力は飛躍的に進化し、わざわざ大掛かりな装置と専用のコンピュータを用いなくても、ソフトウェアさえ整えば一般のコンピュータでもUPICのような作曲ツールを実現することは十分に可能だからである。
クセナキスの没後、作曲家のフリオ・エストラダらがソフトウェアの開発とヴァージョン・アップを続けており、このソフトはクセナキスの名前Iannis（ヤニスまたはイアニス）をもじってIanniX（イアニクス）と名づけられている。IanniXはオープンソース・ソフトウェアとして公開されており、OSC通信に対応したり、ArduinoやSuperColliderなどとの連携も可能になっている。IanniX以外にも例えばMetaSynthなど、同様のグラフィック入力型作曲ソフトが存在する。